# Sváb Dániel
Sváb Dániel (Salgótarján, 1990. szeptember 2. –) magyar labdarúgó, a Duna Aszfalt Tiszakécske játékosa.

## Pályafutása
A Ferencvárosban járta végig a szamárlétrát, majd mutatkozott be az élvonalban 2011-ben Sváb Dániel. Prukner László volt akkor a klub edzője, majd Détári Lajosnál és Ricardo Moniznál is meghatározó szerepet töltött be a védelemben. 
2013 nyarán távozott a Fraditól a balhátvéd. Első évében az akkor még a német Bundesliga 2-ben szereplő Cottbus szerződtette. A szezon végén a Cottbus kiesett, s nem is marasztalták a magyar játékost. Ekkor hazatért, s több helyen próbálkozott, végül a Győr szerződtette. Meghatározó szerepet nem tudott betölteni az ETO-ban. Ebben szerepet játszott az is, hogy az őt invitáló Horváth Ferencet leváltották, Vasile Miriuță pedig nem számolt vele. 2015 telén így tovább állt, a nagy terveket szövögető Mezőkövesdhez. Nem sikerült a feljutás, így őt sem marasztalták. Több helyen megfordult, próbálkozott a Honvédnál is, de nem lett szerződés a próbajáték vége. Végül 2015 október végén az NB II-es Szigetszentmiklóshoz írt alá. Végül a szezon végén az SZTK kiesett, így Sváb sem maradt. Rövid ideig Cipruson futballozott, majd aláírt a német negyedosztályban szereplő Cottbushoz. A 2016-17-es szezonban 16 bajnokin lépett pályára, majd az idény végén elköszönt a csapattól. 2018. január 19-én aláírt a német negyedosztályú TuS Erndtebrück együtteséhez a 2017–18-as szezon végéig. Fél év múlva, 2018 szeptemberében a másodosztályú Duna Aszfalt Tiszakécske játékosa lett.

## Sikerei, díjai
Ferencvárosi TC
- Magyar-ligakupa-győztes: 2013